# Les Souliers rouges et autres contes
Les Souliers rouges et autres contes, publié en 1880, est le troisième recueil des contes de Hans Christian Andersen édité par la Librairie Garnier Frères. Il comporte 45 contes traduits par Ernest Grégoire et Louis Moland, illustrés par Yan' Dargent.
Il fait suite à Contes danois, publié en 1873 (17 contes), et Nouveaux Contes Danois, publié en 1875 (28 contes).
Au total, Ernest Grégoire et Louis Moland ont donc traduits 90 contes sur les 156 écrits par Andersen. C'est, à cette époque, le travail de traduction des contes d'Andersen le plus abouti.
Dans le film Les Chaussons rouges de Michael Powell et Emeric Pressburger (1948), l'histoire Les Souliers rouges est le thème principal du film : la descente en enfer de la danseuse Vicki Page confrontée au terrible choix entre son amour pour Julian Craster ou sa passion pour la danse.

## Préface
Dans leur préface, Ernest Grégoire et Louis Moland annoncent qu'avec ce troisième et dernier recueil, ils achèvent de traduire tous les contes qui n'ont pas un caractère trop local, et donc susceptibles d'intéresser le public français. Ils ajoutent que leurs trois volumes rassemblés contiennent donc l'ensemble complet des Contes d'Andersen, sauf ce qui n'était vraiment pas traduisible en français(66 contes non retenus).
Lors de son vivant, Hans Christian Andersen leur avait vivement témoigné son approbation, et les encourageaient chaleureusement à continuer de faire connaître son œuvre au public français. Décédé le 25 juin 1880, il n'a donc pas connu la publication de ce 3e recueil, qui contient pourtant quelques-uns de ses contes les plus célèbres (La Petite Fille aux allumettes, L'Intrépide Soldat de plomb, Le Briquet…).

## Liste des contes
Les Souliers rouges et autres contes comporte 45 contes.
- Les Souliers rouges
- Le Papillon
- L'Infirme
- Il faut une différence
- Les Coureurs
- La Petite Fille aux allumettes
- La Pierre tombale
- Le Coffre volant
- Margoton
- Le Dernier Rêve du chêne
- La Théière
- La Cloche
- Le Roi des aunes
- La Famille heureuse
- La Vieille Maison
- Le Sarrasin
- Le Grand Serpent de mer
- Ce que racontait la vieille Jeanne
- Le Briquet
- L'Intrépide Soldat de plomb
- L'Ange
- Le Vieux Ferme-l'œil
- Le Sanglier de bronze
- La Comète
- Le Gnome et l'Épicier
- Le Bisaïeul
- C'est le rayon de soleil qui parle
- La Pierre philosophale
- Le Bonheur dans une branche
- L'Homme de neige
- Le Livre muet
- L'Histoire de l'année
- Le Jardin du paradis
- L'Ombre
- La Vieille Cloche de l'église
- Les Galoches du bonheur
- La Plume et l'Encrier
- Le Lin
- Le Livre d'images
- La Vieille Lanterne
- La Tirelire
- Les Deux Coqs
- Les Sauteurs
- Ogier le Danois
- Les feux follets sont dans la ville